# 正木正
正木正（まさき まさし、1905年1月1日－1959年9月3日）は、日本の教育心理学者。

## 来歴
熊本県出身。東京帝国大学卒。浪速高等学校教授、東北大学教授、京都大学教育学部教授。依田新との共著『性格心理学』(1937)で知られた。哲学者カール・ヒルティの翻訳もした。選集全3巻がある。

## 叙位・叙勲
1959年 従三位勲三等

## 著書
- 『心理学』刀江書院　1941
- 『強迫観念』弘文堂書房、1942
- 『性格の話』羽田書店　1945　生活科学新書
- 『教育の心理 人間形成の現実と方法』羽田書店　1948
- 『行動の心理』中和書院　1948
- 『心理学通論』大明堂書店　1949　新制大学一般教養科目叢書
- 『教育心理の基本問題 人間形成の心理的基底』同学社　1950
- 『教育の底にあるもの 教育的人間の研究』同学社　1950
- 『教育的人間』同学社　1953
- 『教育心理学要論』三和書房　1955
- 『教育心理学序説』同学社　1956
- 『正木正選集』全3巻 金子書房

第1 (道徳教育の研究)1960
第2 (性格の心理)　1962
第3 (教育的叡知)　1967

## 共編著
- 『性格心理学』依田新共著　刀江書院　1937
- 『教育心理学実習 調査・統計』続有恒共編　同学社　1951
- 『教育的真実の探究 へき地に生きる教師の記録』相馬勇共著　黎明書房　1958　理論と実践を結ぶ教育叢書

## 翻訳
- 『ヒルテイの言葉 人間の存在と救済』訳編　羽田書店　1946
- クレッチマー『医学的心理学』創元社　1953
- 悩みと愛と幸福 ヒルティの言葉』1953　創元文庫　のち角川文庫
- ヒルテイ編『心の糧』1956　角川文庫

## 論文
- 「『アイデティーク』に於ける教育学的なもの」 『教育心理研究』 第4巻 5号 1929
- 「アイデティークの問題」 『心理学研究』 第4巻 6輯 1929
- 「直観像の実験的研究-アイデティークの研究 II 」 『心理学研究』 第5巻 3輯 1930
- 「或る主任保姆の手記」 『教育心理研究』 第5巻 3号 1930
- 「性格学」 『岩波講座教育科学・第2冊』 岩波書店 1931
- 「人間類型の研究 (1)」　『心理学研究』 第6巻 1輯 1931
- 「児童心理学の課題及び出発」 『心理学研究』 第6巻 2輯 1931
- 「残像に就て-人間の類型の研究 (2)」 『心理学研究』 第7巻 3輯 1932
- 「精神病学的性格論」 『教育心理研究』 第9巻 2号 1934
- 「体格と性格」 『教育心理研究』 第9巻 8号 1934
- 「自己診断の一分析-人間類型研究 III 」 『心理学研究』 第11巻 1輯 1936
- 「我が国民性格に就ての考察 (1)(2)」 『教育心理研究』 第11巻 4号・12号 1936
- 「環境学の方法論」 『教育』 第5巻 8号 1937
- 「相貌学」 理想社出版部編 『人間の諸問題 (人間学講座)』 理想社 1937
- 「数型及び色彩連合に就て-人間類型研究 IV 」 『心理学研究』 第13巻 3輯 1938
- 「性格に就て-特質の諸規定に就て」 『心理学研究』 第14巻 特輯号 1939
- 「行動の変容過程について」 『心理学研究』 第15巻 1輯 1940
- 「性格」 『現代心理学 4. 性格心理学』 河出書房 1942
- 「子供と環境」 日本両親再教育協会編 『新子供研究講座・児童心理編』 第一公論社 1943
- 「人間知について-実存的人間の心理学への道」 『心理』 第1巻 1冊 1947
- 「『民主主義』の理解度の調査」 『児童心理』 第2巻 3号 1948
- 「性格教育」 『児童心理叢書 VIII, 生活指導と性格教育』 金子書房 1949
- 「発達心理の問題」 『理想』 第190号 1949年2月号
- 「適応と不適応」 依田新編 『教育心理学』 金子書房 1950
- 「活動カリキュラムの心理学的批判」 『カリキュラム』 1950年3月号
- 「行動評価における行動の概念と評価技術」 『児童心理』 第5巻 12号 1951
- 「性格学の基本問題」 『千輪浩先生還暦記念論文集 最近心理学の諸問題』 東京大学・同記念事業委員会発行 1952
- 「パースナリティの形成」 『教育心理学講座 1. 適応の心理』 金子書房 1952
- 「価値と評価」 『岩波講座教育 3. 日本の教育』 岩波書店 1952
- 「行動評価の記入形式に関する研究 (1)(2)(3)」 『教育心理学研究』 第1巻 1号 1953 - 第3巻 4号 1956
- 「クレッチマー」 『異常心理学講座第4部 異常心理学の代表者たち (第二分冊)』 みすず書房 1954 - 1958
- 「道徳教育の心理学的基礎」 『児童心理』 第13臨時号 1959
- 高瀬常男ほかと共著 「精神薄弱児の人格発達に関する研究」 『京都大学教育学部紀要』 第5巻 1959
- 「自我の発達」 『児童心理学ハンドブック』 金子書房 1959
- 「道徳教育の基礎」 『児童心理』 第8巻 臨時増刊号 1959
- 「教育心理学における方法と人間 (遺稿)」 『大脇義一教授在職35年記念 心理学論文集』 東北大学・同記念祝賀会 1959

## 追悼文集
- 「正木正氏追悼記」 『心理学研究』 第30巻 4号 1959 pp.304 - 305
- 「正木正教授追悼記」 『教育心理学研究』 第7巻 3号 1959 pp.55 - 56
- 『思無邪 正木正追悼録』正木正選集刊行会編　1960

## 参考
- デジタル版日本人名大事典: